# Le Début des haricots
 (décembre 2020).
Le Début des haricots est une association bruxelloise créée en 2005 ayant pour but la protection de l’environnement.

## Association bruxelloise
Le Début des haricots est membre d'Inter-Environnement Bruxelles.

## Buts de l'association
Le but premier de l'association est de sensibiliser la population sur la problématique de la pollution et des dérives du système industriel. L’association a défini le thème de l’alimentation comme l'une de ses priorités en recréant des liens entre les consommateurs et les agriculteurs locaux, producteurs de produits sains pour la santé, l’environnement et la société, et cela à prix justes. 

## Moyens mis en œuvre
Le Début des haricots organise des rencontres, des animations et des tables d’hôtes et coordonne également la création de groupements d’achats solidaires.
L’association crée en outre des jardins écologiques communautaires en ville ou dans sa périphérie.

## Réalisations

### Potage-toit
En 2012, Le Début des haricots a aménagé un potager sur le toit de la Bibliothèque royale de Belgique